# Astragalus speciosissimus
Astragalus speciosissimus är en ärtväxtart som beskrevs av Nikolai Vasilievich Pavlov. Astragalus speciosissimus ingår i släktet vedlar, och familjen ärtväxter. Inga underarter finns listade i Catalogue of Life.